# Crucella
Crucella is een geslacht van zeekomkommers uit de familie Paracucumidae.

## Soorten
- Crucella hystrix Gutt, 1990
- Crucella scotiae (Vaney, 1906)
- Crucella susannae O'Loughlin, 2014